# Zygmunt Szeliga
Zygmunt Szeliga (ur. 1 maja 1933 w Korabiewicach, zm. 12 czerwca 1988 w Warszawie) – polski dziennikarz ekonomiczny.

## Życiorys

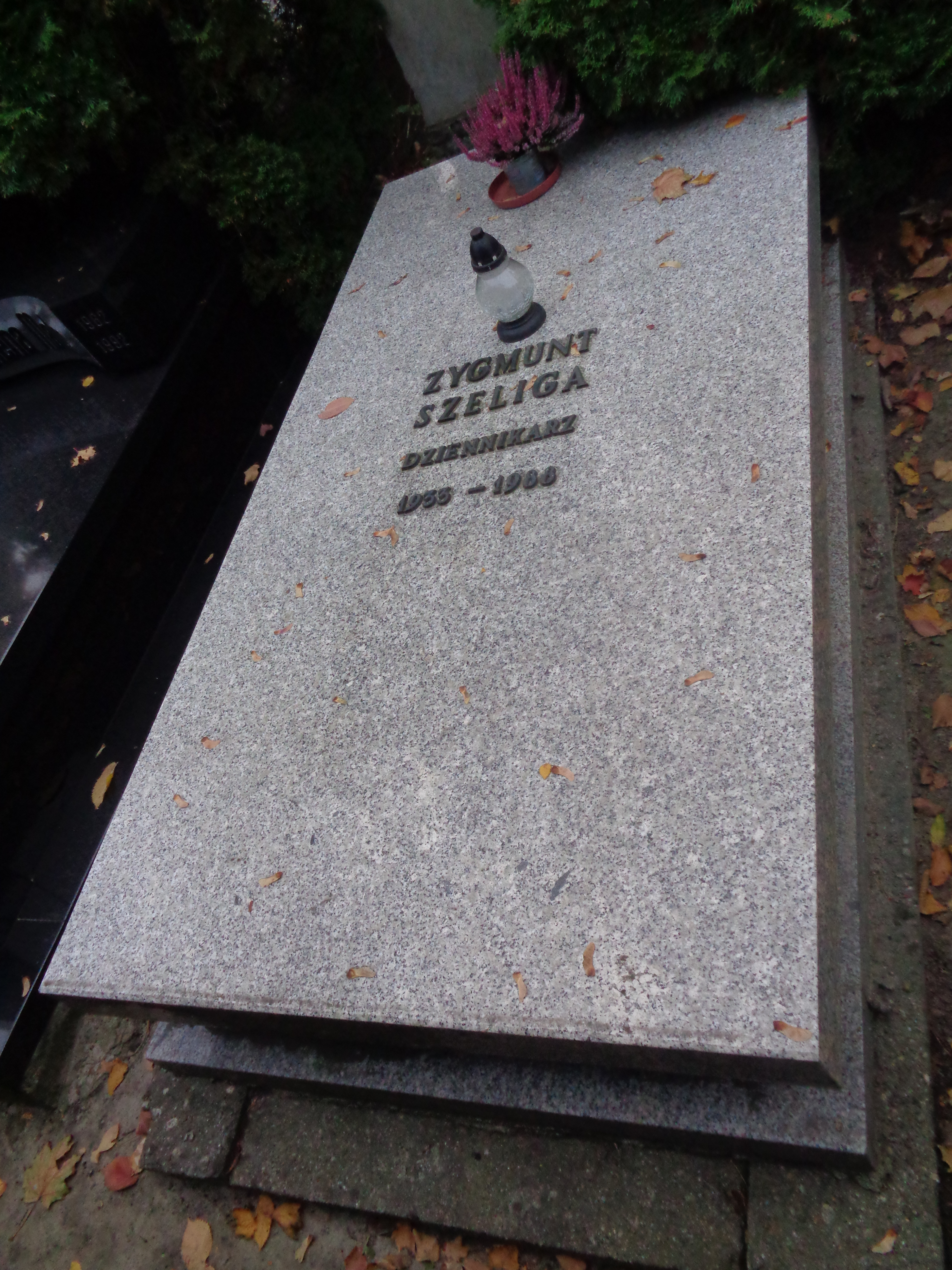
Grób Zygmunta Szeligi na Cmentarzu Wojskowym na Powązkach

W 1951 zdał maturę w liceum im. Stanisława Staszica w Warszawie. W latach 1951–1961 pracował w „Sztandarze Młodych”, od 1959 współpracował z „Polityką”, od 1961 był członkiem redakcji tego pisma, od 1976 zastępcą redaktora naczelnego. Od 1981 równocześnie redagował i prowadził telewizyjny Monitor rządowy. W latach 80. był stałym felietonistą „Rzeczpospolitej”. 
W 1956 ukończył studia na Wydziale Prawa Uniwersytetu Warszawskiego, w latach 1951–1981 był członkiem SDP, w tym w latach 1974–1980 członkiem zarządu, od 1964 należał do PZPR.
Pochowany na cmentarzu Powązki Wojskowe w Warszawie (kwatera A3 tuje-1-49). 

## Odznaczenia
- Krzyż Kawalerski Orderu Odrodzenia Polski
- Odznaka "Zasłużony dla RSW „Prasa-Książka-Ruch” (1987)[3]
- Złota odznaka Stowarzyszenia Dziennikarzy PRL (1987)[4]

## Publikacje
- Sprawa młodzieży robotniczej (1959, z Krzysztofem Kraussem)
- Skarby i ludzie. Wielkie obiekty inwestycyjne. Turoszów i inne (1964)
- Dwa dwudziestolecia (1965)
- Gospodarka wczoraj, dziś, jutro (1965)
- Petrochemii pochód przez świat (1966)
- Gospodarka ZSRR na tle gospodarki świata (1967)
- Rewolucji przemysłowej ciąg dalszy (1967)
- Kariera elektryczności (1968)
- Podstawy wiedzy ekonomicznej o Polsce współczesnej (1968)
- Mechanizm gospodarki socjalistycznej (1969)
- Surowce w gospodarce Polski i świata (1969)
- Społeczeństwo i gospodarka (1972)
- Syberia - kraj ogromnych możliwości (1974, z Hanną Krall i Maciejem Iłowieckim)
- RWPG (1976)
- Polska dziś i jutro. Co planowaliśmy - co osiągnęliśmy - co nam się nie udało - co zamierzamy (1978)
- Polityka przemysłowa lat siedemdziesiątych (1979)
- 40-lecie Polski Ludowej - rozwój społeczno-gospodarczy (1984)